# Дейсис
„Дейсис“ („Моление“) е иконографски тип, обозначаващ Божието милосърдие по време на Страшния съд.
В центъра се изобразява Иисус Христос (като Велик Архиерей), от двете му страни са молещите се Богородица и Йоан Кръстител – двамата светци, които според разбиранията на християнството стоят най-близо до Бога и измолват неговото снизхождение за човеците. Дейсисът може да бъде разширен – при иконостасите на някои православни храмове, от двете страни на дейсиса се изобразяват и други молещи се светци и така образуват т. нар. „дейсисен ред“.